# Pheia dosithea
Pheia dosithea là một loài bướm đêm thuộc phân họ Arctiinae, họ Erebidae.